# 양회수
양회수(梁會璲, 1922년 3월 7일~2001년 8월 19일)는 대한민국의 정치인이다. 제6·7대 국회의원을 지냈다. 본관은 제주. 출생지는 전라남도 화순군이다.

## 학력
- 서울대학교 문리과대학 정치학과 학사

## 경력
- 제6대 국회의원(화순ㆍ곡성) 민정당
- 제7대 국회의원(화순ㆍ곡성) 신민당
- 한국민사처(KCAC)경제관
- 민정당중앙당부총무부차장ㆍ대변인
- 민중당전남제7지구당위원장
- 민중당전남도지부부위원장
- 민중당의원총회부의장ㆍ당무위원
- 민정ㆍ민중ㆍ신민당원내부총무
- 신민당전남도지부부위원장
- 신민당전남제7지구당위원장
- 제7대국회원내부총무
- 신한국당 전임고문

## 역대 선거 결과
|  | 22.41% |

|  | 39.14% |

|  | 23.70% |

|  | 0% |